# Nová Růže
Nová Růže byla rocková skupina, kterou založili v roce 1988 Vilém Čok a Ota Baláž. Vytvořili formaci ovlivněnou jak doznívající českou novou vlnou, tak i novými trendy tvrdšího rocku přelomu osmdesátých a devadesátých let.

## Historie
Média označovala Novou Růži jako superskupinu, protože šlo o známé hudebníky s velkými zkušenostmi.
Potenciál dvojice Čok – Baláž naznačil singl s písněmi Televize a Sen, prezentovaný ještě pod hlavičkou Vilém Čok a spol. Tuto sestavu kromě obou uvedených tvořili Ota Petřina (kytara, autor hudby k oběma písním) a virtuálně taky Jiří Chlumecký (programované bicí). Ke vzniku Nové Růže se vším všudy bylo ještě třeba, aby se její členové prosadili autorsky, což se podařilo především Čokovi. Čok i Baláž dozráli k tomu, aby vystoupili z pozadí a využili svou přebytečnou tvůrčí i interpretační energii. Vilém Čok se ve Výběru a ve Stromboli prosazoval expresivním zpěvem a hrou na baskytaru, částečně i autorsky, ale při studiových nahrávkách podstatnou část basových partů v obou skupinách nahrával Michal Pavlíček. Ota Baláž vystoupil v Tangu ze stínu Miroslava Imricha a dalších hudebníků jen sporadicky, např. nazpíváním písně Krásně nahranej na LP Tango '87. Sestavu Nové Růže doplnili kytarista Petr Roškaňuk a bubeník František Hönig. Petr Roškaňuk do té doby prokazoval svým nezaměnitelným kytarovým soundem služby skupinám Framus 5, Žlutý pes a Marsyas. Nejméně známým hráčem byl v té době František Hönig, jehož hlavní angažmá u Lenky Filipové nesvědčilo o rockových ambicích.
Skupina natočila nejprve tři singly a poté dvě alba. První album je kompaktnější a vážnější. Přineslo originální a náročná aranžmá, zajímavou stavbu skladeb a nezaměnitelný sound. Druhé album je pestřejší, s rozpoznatelným rukopisem jednotlivých autorů, technicky i zvukově pokročilejší.
Hity skupiny se staly především písně Kariéra a Anděl fantazie z prvního alba a Rapl 'N' Roll z druhého alba. Skladba Anděl fantazie, se kterou se Nová Růže účastnila Bratislavské lyry v roce 1989, byla vydána celkem třikrát: na půleném SP (na straně B Narkoman kapely Dux), na vlastním SP a na prvním LP.
Hudební styl kapely byl průnikem toho, co měli rádi jednotliví členové. Dal by se označit jako první crossover v Čechách s prvky punku, rocku, metalu, new wave, popu a bluesrocku.
Soupeření mezi Čokem a Balážem vedlo k rozpadu skupiny v roce 1992.

## Vystupování
Skupina předváděla strhující živá vystoupení. Atmosféra sevřené party, která táhne za jeden provaz a ještě je technicky a hráčsky na výši, se přenášela z jeviště na diváky. Problémy s kvalitou zvukového aparátu (obvyklé na konci osmdesátých let) řešila Nová Růže sdílením techniky se spřátelenými kapelami Výběr, Stromboli a další. I proto se tyto skupiny často potkávaly na pódiu. V dobovém tisku se objevily i články o různých excesech a výtržnostech na koncertních zájezdech Nové růže, občas vyžadujících asistenci vedení hotelů, hasičů a policie.
V roce 1989 se Nová Růže dočkala pro totalitní časy neobvyklého privilegia - přímého přenosu koncertu československou televizí. Šlo o přenos quasi-soutěže rockových skupin, kde stáli „proti“ Stromboli a Titanicu, všechny skupiny vystupovaly odpoledne i večer, televizí byl přenášen odpolední koncert. Tato akce byla zorganizována pro účely natáčení filmu Pražákům, těm je hej, pro který bylo třeba halu zaplněnou rozmanitými rockovými fanoušky. Jako host zde totiž vystupovala skupina Výběr (hrající na playback) a při jejím vystoupení byly pořízeny záběry, sestříhané ve filmu do koncertu v Lucerně.
Nová růže několikrát koncertovala v Německu, například na akci EastWest Festival Fichtelgebirgshalle, Wunsiedel, Germany, v r. 1991 společně s Luther Allison a Ten Years After, koncert vysílala německá TV.

## Obnovení činnosti
V roce 2014 skupina obnovila činnost a příležitostně koncertuje v původním složení.

## Diskografie
- SP Ten stroj seš ty/Nenapravitelný hřích (1989)
- SP Zlý svědomí/Telecí léta (1989)
- SP Válka s láskou/Anděl fantazie (1989)
- SP Anděl Fantazie (Nová Růže) / Narkoman (Dux) - (1989)
- LP Nová Růže (1990)
- LP Nová Růže '91 (1991)